# أندي بورتون
أندي بورتون (بالإنجليزية: Andy Burton)‏ (1884 في المملكة المتحدة - 1 يوليو 1962) هو لاعب كرة قدم بريطاني (وحمل سابقاً جنسية المملكة المتحدة لبريطانيا العظمى وأيرلندا) في مركز الهجوم. لعب مع نادي إيفرتون ونادي بريستول سيتي ونادي ريدنغ ونادي ماذرويل ونادي إيست فيف وLochgelly United F.C. ‏.